# Aquilí
Aquilí (Aquilinus) era un cognomen de la gens Hermínia. Membres destacats amb el cognom Aquilí van ser:
- Tit Hermini Aquilí, cònsol romà el 506 aC
- Lar Hermini Aquilí, cònsol romà el 448 aC
- Tici Aquilí
- Juvenc Vetti Aquilí.
- Gai Vetti Aquilí.
- Tit Hermini Aquilí